# Drusus vespertinus
Drusus vespertinus är en nattsländeart som beskrevs av Marinkovic-gospodnetic 1976. Drusus vespertinus ingår i släktet Drusus och familjen husmasknattsländor. Inga underarter finns listade i Catalogue of Life.